# Lotta ai III Giochi del Mediterraneo
I tornei di lotta ai III Giochi del Mediterraneo si sono svolti dal 17 al 22 ottobre 1959 a Beirut, in Libano.
Il programma ha previsto tornei di lotta libera e lotta greco-romana maschile, con 8 categorie per ciascuna disciplina.

## Podi

### Lotta Libera
| Evento | Oro           | Argento                     | Bronzo                  |
| 52 kg  | Mehmet Kartal | André Zoete                 | Hussein Khamis Abbas    |
| 57 kg  | Bayram Uysal  | Hani Ibrahim Mounteche      | Ibrahim Ahmed Abdelatif |
| 63 kg  | Mehmet Gocur  | Georges Ballery             | Mohamed Ahmed El Dib    |
| 67 kg  | Hilmi Gezici  | Roger Bielle                | Ioannis Manganas        |
| 73 kg  | Mahmut Atalay | Hassan El Sayed             | René Schiermeyer        |
| 79 kg  | Ziya Doğan    | Mohamed Raafat Wahdan       | André Saade             |
| 87 kg  | Bekir Büke    | Mohamed Gamal El Eidaross   | Maurice Jacquel         |
| +87 kg | Hamit Kaplan  | Mohamed Mahmoud El Sharkawi | Abbas Moussoulmani      |

### Lotta greco-romana
| Evento | Oro                 | Argento               | Bronzo                 |
| 52 kg  | Dursan Ali Eğribaş  | Borivoje Vukov        | Osman El-Sayed         |
| 57 kg  | Kamal as-Sajjid Ali | Michel Nakouzi        | Mikhail Theodoropoulos |
| 63 kg  | Elie Naasan         | Mustafa Hamid Mansur  | Niyazi Tanelli         |
| 67 kg  | Rıza Doğan          | Roger Bielle          | Kamil Husajn           |
| 73 kg  | Stevan Horvat       | Mithat Bayrak         | René Schiermeyer       |
| 79 kg  | Ziya Doğan          | Mohamed Raafat Wahdan | Yacoub Romanos         |
| 87 kg  | Tevfik Kış          | Maurice Jacquel       | Jean Saade             |
| +87 kg | Ibrahim El Husseyni | Süleyman Baştimur     | Diego Ariel            |

## Medagliere
La nazione ospitante è evidenziata.
| Posizione | Paese            | Oro | Argento | Bronzo | Totale |
| --------- | ---------------- | --- | ------- | ------ | ------ |
| 1         | Turchia          | 12  | 2       | 1      | 15     |
| 2         | Rep. Araba Unita | 2   | 6       | 5      | 13     |
| 3         | Libano           | 1   | 2       | 4      | 7      |
| 4         | Jugoslavia       | 1   | 1       | 0      | 2      |
| 5         | Francia          | 0   | 5       | 3      | 8      |
| 6         | Grecia           | 0   | 0       | 2      | 2      |
| 7         | Spagna           | 0   | 0       | 1      | 1      |
| Totale    | Totale           | 16  | 16      | 16     | 48     |